# Судић
Судић (мкд. Судик) је насеље у Северној Македонији, у средишњем делу државе. Судић је село у саставу општине Штип.

## Географија
Судић је смештен у средишњем делу Северне Македоније. Од најближег града, Штипа, насеље је удаљено 15 km северно.
Насеље Судић се налази у историјској области Овче поље. Јужно од насеља се пружа поље под ораницама и виноградима, док се северно издиже горје Манговица. Надморска висина насеља је приближно 440 метара.
Месна клима је блажи облик континенталне због близине Егејског мора (жарка лета).

## Становништво
Судић је према последњем попису из 2002. године имао 10 становника.
Већинско становништво су етнички Македонци (100%).
Претежна вероисповест месног становништва је православље.